# Tramway de Neuchâtel
Le tramway de Neuchâtel est un réseau de transport en commun desservant la ville de Neuchâtel en Suisse. Il est composé d'une unique ligne périurbaine de 8,82 km ouverte en 1892 et unique survivante d'un réseau qui comptait aussi six lignes urbaines qui ont fonctionné de 1893 à 1976.
Il est exploité depuis 2012 par les Transports publics neuchâtelois (TransN) qui exploitent la quasi-totalité des lignes de transport en commun du canton de Neuchâtel.

## Historique

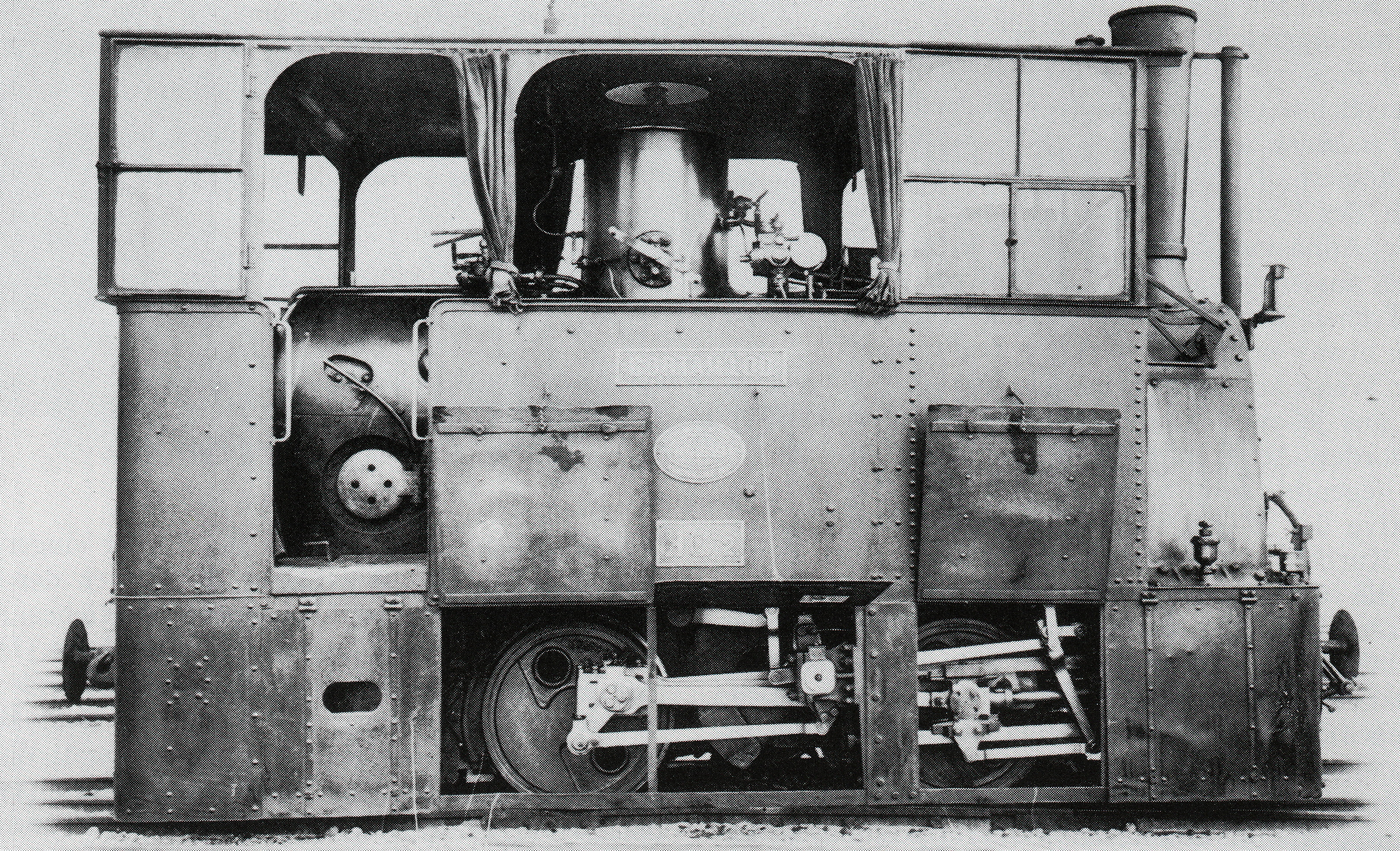
Une locomotive à vapeur HG 2/2 du NCB.

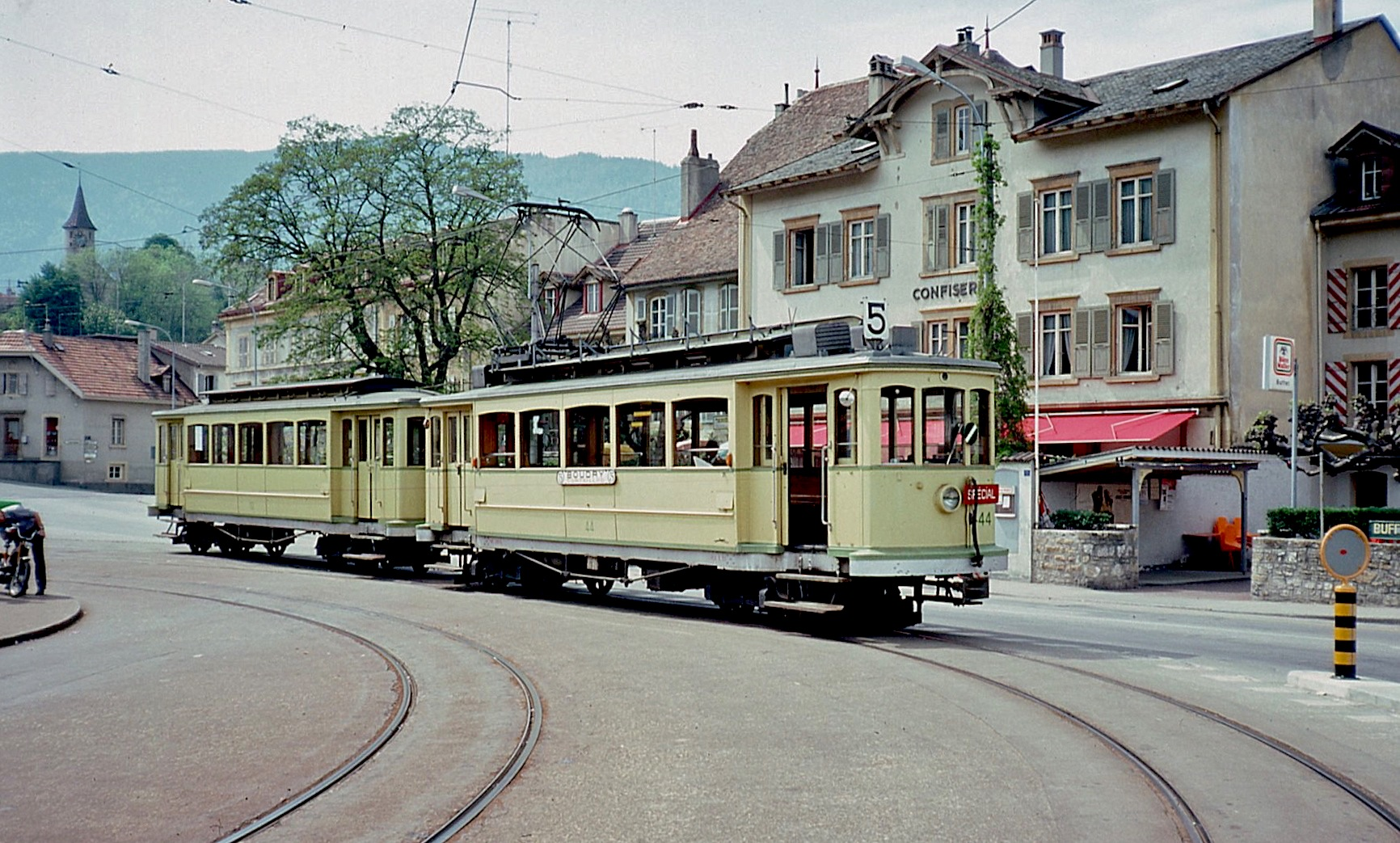
La motrice 44 et une remorque série 111-114 à Boudry en 1979.

La compagnie du chemin de fer régional Neuchâtel-Cortaillod-Boudry (NCB) met en service une ligne périurbaine assurée avec des locomotives à vapeur entre Évole et Boudry le 16 septembre 1892, ainsi que l'antenne de 830 m de long entre Areuse et Cortaillod,,. La ligne est prolongée le 24 décembre d'Évole à la gare de Neuchâtel via la place Pury et le port avec une section à crémaillère rue des Terreaux et avenue de la gare.
De son côté, la compagnie du tramway Neuchâtel- Saint-Blaise (NSB) met en service une ligne urbaine reliant Neuchâtel à Saint-Blaise le 16 septembre 1893, exploitée avec d'atypiques tramways à air comprimé. Peu fiables, ils sont remplacés par des tramways hippomobiles le 22 décembre 1894 ; puis la ligne est électrifiée en 1897, suivie en 1898 par la ligne Port-Gare du NCB où la crémaillère est supprimée à ce moment-là, la traction électrique offrant suffisamment de puissance,,.
En 1898, le NSB laisse place à la compagnie des tramways de Neuchâtel (TN), qui met en service plusieurs nouvelles lignes en quatre ans : Place Pury-Serrières en 1899, Place Pury-Valangin et Place Pury-Peseaux en 1901, cette dernière est prolongée à Corcelles en 1902. Pendant ce temps, les TN absorbent le NCB le 4 avril 1901. La ligne périurbaine ex-NCB est électrifiée en 650 V courant continu le 24 décembre 1902 et sur la ligne Gare-Port la crémaillère est supprimée.
En 1910, les lignes du réseau sont numérotées et réorganisées de façon que toutes effectuent la boucle dite du tour de ville, à l'exception de la ligne périurbaine 5 en raison du gabarit de son matériel roulant l'obligeant à faire son terminus sur la place Pury en effectuant une boucle autour de la statue de David de Pury, et reprend l'exploitation de la ligne pour La Coudre de la compagnie du chemin de fer Neuchâtel-Chaumont S.A. (Tramway & Funiculaire), dont elle reprendra la concession en 1943 :
- Ligne 1 : Place Pury - Saint-Blaise[5] ;
- Ligne 2 : Place Pury - Serrières[7] ;
- Ligne 3 : Place Pury - Corcelles[9] ;
- Ligne 4 : Place Pury - Valangin[8] ;
- Ligne 5 : Place Pury - Boudry (ex-ligne du NCB)[1] ;
- Ligne 6 : Place Pury - Gare CFF (ex-ligne à crémaillère du NCB)[4] ;
- Ligne 7 : Place Pury - La Coudre (chemin de fer Neuchâtel-Chaumont)[12].

Le réseau s'étant progressivement pour atteindre son apogée en 1926 avec 27 km de lignes et sept lignes (1 à 7) dont une périurbaine (la 5). Le réseau entame son déclin en 1940 avec le remplacement progressif des tramways par des lignes de trolleybus conservant les mêmes numéros de ligne : conversion de la ligne 2 en 1940, de la ligne 4 en 1949, de la ligne 1 en 1957 et des lignes 6 et 7 en 1964, marquant aussi la suppression de la boucle du tour de ville,,,. La dernière ligne urbaine, la 3, est convertie le 11 juillet 1976,, et dès 1971, la compagnie des tramways devient les transports publics du littoral neuchâtelois.
La ligne 5 connut deux accidents majeurs entre Colombier et Auvernier : le premier le 30 mars 1925 et le second le 28 juin 1945, consistant à des collisions entre deux rames, la seconde due à un non-respect de la signalisation par le tramway venant de Boudry et causant une quarantaine de blessés.
Ne reste dès lors que l'unique ligne périurbaine, la 5, qui est amputée de son antenne entre Areuse et Cortaillod le 2 juin 1984, remplacée par un service d'autobus (la ligne 5b, remplacée par la ligne 613 en 2014). La ligne 5 est modernisée en 1981 et est équipée du block de ligne et d'un nouveau matériel roulant, remplacés en novembre 2019 (une rame étant gardée au musée),. De plus, elle reçoit le nom commercial Littorail. La boucle de retournement de la place Pury est supprimée en 1988 afin de permettre la construction d'un parking souterrain, le nouveau terminus est situé à 40 m de la place,. La boucle de Boudry disparaît par la même occasion.
La station Areuse est déplacée en 2005 afin de permettre le passage de l'autoroute A5, cette modification rajoute un point de croisement sur la ligne.
Le 1er janvier 2012, les transports publics du littoral neuchâtelois (TN) et les transports régionaux neuchâtelois (TRN) fusionnent pour devenir les Transports publics neuchâtelois (TransN). La fusion s'accompagne d'une renumérotation des lignes en 2014, la ligne 5 devenant la ligne 215.
La halte des Isles, située entre celles d'Areuse et de la Tuillière, est supprimée pour des raisons de sécurité à compter du 9 décembre 2018.
La ligne prends l'indice R15 le 10 décembre 2023.

## Exploitation

### Ligne actuelle
La ligne R15, dernière survivante d'un réseau qui a compté jusqu'à 7 lignes, est une ligne de 8,82 km de long qui relie Neuchâtel Place Pury à Boudry, en passant par Serrières, Auvernier et Colombier. Elle est accessible comme le reste du réseau TransN avec les titres de transport Onde Verte : la ligne est située sur les zones 10 et 11, un trajet simple d'un bout à l'autre de la ligne coûte 4,20 CHF avec un billet unitaire plein tarif.
Un block de ligne est en service depuis 1981, la signalisation ferroviaire suisse classique étant utilisée sur cette ligne. La déclivité maximale est de 24,5 ‰.
Elle correspond à la ligne 215 de la liste des numéros de profils des lignes ferroviaires en Suisse, qui était aussi son numéro commercial jusqu'en 2023.

### Dépôts
La ligne R15 compte deux dépôts : un au terminus à Boudry, construit en 1985 et remplaçant un ancien dépôt plus petit et démoli en 1983, et un à Neuchâtel baptisé Évole et situé à 400 m du terminus de la place Pury.

### Matériel roulant

#### Matériel actuel
Depuis la fin des années 1980, la ligne est exploitée à l'aide de six automotrices monocaisse type Be 4/4 (501-506) et quatre voitures-pilote type Bt (551-554), le tout à plancher haut et dérivé des tram 2000 du Waldenburgerbahn (WB) et du Forchbahn (FB), eux-mêmes dérivées du matériel du tramway de Zurich,.
Les motrices 501-504 et les voitures-pilotes ont été construites par SWS et BBC mise en service le 29 juin 1981, les motrices 505-506, construites par SWP et BBC mais identiques aux précédentes, en 1988,.
Les Be 4/4 développent une puissance de 202 kW pour un poids à vide de 18,5 t et total de 25,5 t et peuvent atteindre une vitesse maximale de 75 km/h. Elles peuvent transporter 107 personnes dont 42 assises et 65 debout.
| Constructeurs | Type                 | Numéros de parc | Années de livraison | Années de réforme |
| ------------- | -------------------- | --------------- | ------------------- | ----------------- |
| SWS/BBC       | Be 4/4 (automotrice) | 501-504         | 1981                |                   |
| SWP/BBC       | Be 4/4 (automotrice) | 505-506         | 1988                |                   |
| SWS/BBC       | Bt (Voiture-pilote)  | 551-554         | 1981                | 553 : 2019        |

Chaque automotrice est baptisée :
- 501 :  Boudry ;
- 502 :  Auvernier ;
- 503 :  Colombier ;
- 504 :  Cortaillod ;
- 505 :  Neuchâtel Ville ;
- 506 :  Neuchâtel Ville.

Vieillissante et ne répondant pas aux normes d'accessibilité pour les personnes à mobilité réduite, la flotte devrait être renouvelée en décembre 2019 par le rachat de cinq rames aux Appenzeller Bahnen (AB) et utilisées sur la ligne de l'ex compagnie Trogenerbahn pour un montant de huit millions de francs suisses, dont 1,66 million de subventions fédérales dans le cadre de l'application de la LHand, la loi fédérale portant sur l'accès aux personnes à mobilité réduite, ce que le Grand Conseil du canton de Neuchâtel doit valider à une date indéterminée à ce jour.
La première de ces cinq « nouvelles » rames GTW — elles ont été livrées aux AB en 2009 — de type Be 4/8, construites par Stadler Rail et numérotées de 031 à 035, a été livrée le 9 avril 2019 et sera mise en service en juillet 2019, les quatre autres rames arriveront d'ici décembre 2019,. Numérotée 032, cette rame et les quatre autres qui suivront pousseront progressivement la flotte actuelle vers la mise à la ferraille, à commencer par la remorque Bt 553 partie sur un camion le jour même,.
Contrairement au matériel actuel, il n'est pas possible d'atteler deux rames, comme cela peut se faire en heures de pointe avec le matériel sortant qui se voit attelé des remorques ; cette limitation sera compensée par une hausse de la fréquence en heures de pointe à partir de décembre 2019.

#### Ancien matériel

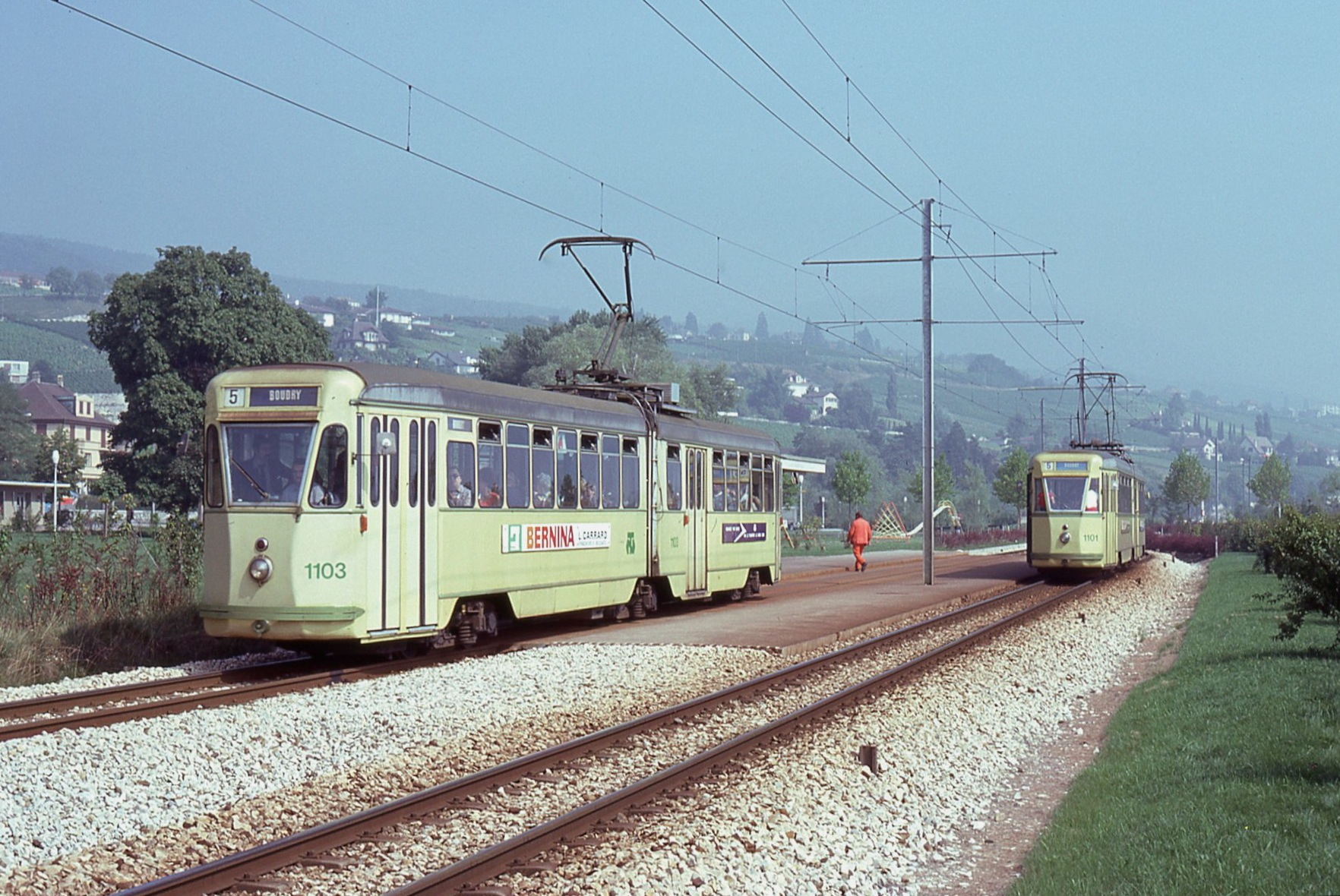
Les anciennes motrices articulées, ex-tramways de Gênes.

Historiquement, la ligne 5 a toujours eu un parc spécifique par rapport aux autres lignes en raison de son gabarit plus important.
Les lignes urbaines furent exploitées à l'aide de motrices à deux essieux et de remorques, construites entre 1893 et 1931 : d'abord à air comprimé, puis à traction hippomobile en 1894. Elles furent rejointes en 1947 par trois motrices bidirectionnelles de type tramway standard suisse à quatre essieux construites par SIG — les seuls tramways standards bidirectionnels construits — et numérotées 81 à 83. Si les motrices à deux essieux disparurent à la fermeture de la dernière ligne urbaine en 1976, celles à quatre essieux furent mutées sur la ligne 5 et y restèrent en service commercial actif jusqu'en 1984.
Pour la ligne 5, elle fut exploitée à ses débuts à l'aide de cinq locomotives à vapeur, les numéros 1 à 3 construites en 1892 et les 4 et 5 construites en 1895 et 1898, tractant des remorques à deux ou quatre essieux. les locomotives 2, 3 et 5 restèrent en service jusqu'en 1903, les autres sont retirées du service en 1902 lors de l'électrification de la ligne et de la mise en service de sept motrices construites par SWS (de) (numéros 41 à 47) à quatre essieux et quatre remorques (numéros 51 à 54, renumérotées 121 à 124 en 1911). En 1967, le parc de la ligne est complété par les anciennes Breda M6/2 articulés 1101 à 1104 du tramway de Gênes construites en 1942 puis par les tramways standards à quatre essieux du réseau urbain en 1976.
Le parc est renuméroté en 1980 : les motrices Breda sont renumérotées 591 à 594 et les motrices SIG 581 à 583, en revanche les motrices de 1902 n'ont pas été renumérotées et ont été radiées à l'arrivée des actuelles Be 4/4 (501 à 504) et des voitures-pilotes Bt (551 à 554).
La mise en service des quatre premières Be 4/4 actuelles en 1981 relègue la série 581-583 aux services de soirée, la série 591-594 reste utilisée sur la ligne vers Boudry ainsi que sur celle vers Cortaillod, désormais exploitée en navette depuis Areuse et ne nécessitant plus qu'une seule rame. La fermeture de cette antenne en 1984 réduit l'utilisation de ces matériels, qui restèrent toutefois dans le parc, et l'acquisition en 1988 des Be 4/4 (505 et 506) permit de les radier définitivement.
| Constructeur(s) | Type          | Numéros                  | Mise en service  | Retrait     | Remarques |
| --------------- | ------------- | ------------------------ | ---------------- | ----------- | --- |
| SIG             | N.C.          | 1-6                      | 1894             | 1897        | Tramways hippomobiles, transformés en remorque lors de l'électrification du réseau Neuchâtel-Saint-Blaise |
| Krauss          | HG/G 2/2      | 1-5                      | 1892, 1895, 1898 | 1902-1903   | Tramways à vapeur du régional Neuchâtel-Cortaillod-Boudry, comprenant aussi le parcours à crémaillère Place Pury - Gare CFF. |
| SIG/MFO         | Ce 2/2        | 11-17                    | 1897-1898        | 1914 à 1928 | Matériel mis en service pour l'électrification du réseau Neuchâtel-Saint-Blaise. Série transformée progressivement en remorques B2. Motrices 14 et 16 détruites dans l'incendie du dépôt de Saint-Blaise en 1920.                                                                                       |
| SIG/MFO         | Ce 2/2        | 21-26                    | 1897-1898        | 1914 à 1928 | Matériel mis en service pour l'électrification, les 21 - 23 pour la ligne Neuchâtel-Saint-Blaise, les 24 - 26 (origine NCB 1 - 3) pour la ligne Place Pury - Gare CFF. Série transformée progressivement en remorques B2. Motrices 21 et 23 détruites dans l'incendie du dépôt de Saint-Blaise en 1920. |
| SIG/MFO         | Be 2/2        | 31-40                    | 1897 ou 1901 ?   | 1966 ?      | |
| SWS/MFO         | Be 2/4        | 41-47                    | 1902             | 1976        | Possède des bogies. |
| SWS/MFO         | Be 2/2        | 51-53                    | 1910             | N.C.        | |
| SIG/MFO         | Be 2/2        | 61-67                    | 1912             | N.C.        | Remotorisation de la 65 en 1949, devenue 79. |
| BBC/MFO         | Ce 2/2        | 71-78 1948 : 71-79       | 1922             | 1976        | Motrice 79 obtenue par remotorisation de la motrice 65 en 1948 |
| SIG/SAAS        | Be 4/4        | 81-83 1980 : 581-583     | 1947             | 1988        | Tramway standard suisse, possède des bogies. |
| Breda/TIBB      | Be 4/6 (M6/2) | 1101-1104 1980 : 591-594 | 1967             | 1988        | Anciennes rames articulées à bogies datant de 1947 provenant du tramway de Gênes (it), ce qui leur valut le surnom local de « gênoises »[réf. souhaitée]. |

| Constructeur(s) | Type | Numéros | Mise en service | Retrait | Remarques                                                      |
| --------------- | ---- | ------- | --------------- | ------- | -------------------------------------------------------------- |
| SIG             | B2i  | 101-106 | 1897            | 1964    | Issues de la transformation des anciens tramways hippomobiles. |
| SWS             | B    | 111-114 | 1902            | 1981    | Possède des bogies.                                            |
| SWS             | B    | 121-124 | N.C.            | N.C.    | Possède des bogies.                                            |
| N.C.            | B    | 131-133 | N.C.            | N.C.    |                                                                |
| TN              | B2   | 141-149 | 1914 à 1928     | 1976    | Issues de la transformation des Ce 2/2 de 1897-1898.           |

## Avenir
Outre le remplacement du matériel roulant d'ici à 2019, le prolongement de la ligne à l'est vers la Maladière voire Monruz est étudiée en 2007, mais n'a en 2017 toujours pas débouché sur un projet planifié. D'ici fin 2023, l'ensemble des stations devront être mises aux normes pour permettre l'accès aux personnes à mobilité réduite.